# Triumph TR5T
Die Triumph TR5T war ein Motorrad des Fahrzeugherstellers Triumph. Die Enduro wurde in Großbritannien als „Adventurer“ und in den Vereinigten Staaten als „Trophy Trail“ vermarktet. Das Modell wurde für den Straßen- und leichten bis mittelschweren Geländeeinsatz konzipiert.

## Modellgeschichte
Der Entwicklung der TR5T vorausgegangen waren Bemühungen der US-amerikanischen Tochter Triumph America, ein neues wettbewerbsfähiges Enduro-Motorrad auf den Markt zu bringen.
Die Serienfertigung in Meriden wurde auf Basis des Rahmens und Fahrwerks der BSA B50 MX aufgenommen. Der Motor mit einem 28-mm-Einzelvergaser von AMAL war der gleiche wie in der Trophy 500. Das nur 134 kg schwere Motorrad hatte einen Kraftstofftank aus Aluminium sowie zeittypisch verchromte Schutzbleche und ein verchromtes Lampengehäuse. Im September 1972 wurde die TR5T in Südkalifornien der Presse vorgestellt.
Da die Serienmaschine nicht leistungsstark genug erschien und die Zentrale in Meriden kein Interesse an einer Leistungssteigerung zeigte, bauten die Amerikaner um Bob Tyron eine modifizierte Version der TR5T. Auf diese Weise entstanden zwölf handgefertigte Maschinen für Wettbewerbe in den USA. Der 48. International Six Days Trial 1973 in Dalton, Massachusetts brachte für Triumph America in der Markenwertung trotzdem nur den 34. Platz unter den 50 teilnehmenden Herstellerteams. Die Fahrer waren Dave Mungenast, Ken Harvey und John Greenrose. Die Leistung des technisch veralteten Motors reichte für ein besseres Ergebnis nicht aus.
Der Produktionszeitraum der Serienmaschine erstreckte sich lediglich von November 1972 bis November 1974. Die TR5T kam zu spät, um für Triumph ein Verkaufserfolg zu werden. Japanische Hersteller drängten bereits mit optisch und technisch moderneren Enduros auf den Markt. Die unzuverlässige Lucas-Elektrik, der fehlende fünfte Gang und das unausgewogene Design verhinderten einen Markterfolg. Hinzu kamen im Jahr 1974 Konkurs, Streik und Werksblockade. Als die Produktion 1975 in der Triumph-Arbeiterkooperative wieder aufgenommen wurde, fielen die 500-cm³-Twins aus der Fertigung.
Erst 1980 wurde mit der Tiger Trail wieder eine Enduro ins Triumph-Programm aufgenommen.
Der Modellname „Adventurer“ lebte mit der Adventurer 900 im Jahr 1996 wieder auf.